# Medalla de l'Atlàntic Sud 1982
La Medalla de l'Atlàntic Sud (anglès:South Atlantic Medal) és una medalla de campanya britànica concedida al personal militar i civil britànic pels seus serveis durant la Guerra de les Malvines de 1982, entre el Regne Unit i l'Argentina. Se'n van concedir 29.700. L' Associació de la Medalla de l'Atlàntic Sud Arxivat 2010-05-31 a Wayback Machine. va crear-se el 1997.

## Lliurament de la medalla
La medalla era lliurada per 30 dies de servei continuat o acumulat entre 7º i 60º latitud Sud entre el 2 d'abril i el 14 de juny de 1982 (que es completessin no més tard del 12 de juliol de 1982). El 2 d'abril va ser el dia de la invasió argentina, i el 14 de juny va ser la data de la rendició argentina.
La roseta era concedida per un dia de servei entre 35º i 60º de latitud Sud o per realitzar almenys una sortida operativa al sud de l'illa Ascension entre el 2 d'abril i el 14 de juny de 1982 (completant no després del 12 de juliol de 1982).

## Receptors
La Medalla de l'Atlàntic Sud es va concedir en unes 29.700 ocasions, i entre els receptors estava el Príncep Andreu. Els membres de la Marina Mercant i els civils també eren elegibles per la medalla, com el periodista Michael Nicholson.
| Branca                 | Medalles concedides |
| ---------------------- | ------------------- |
| Exèrcit Britànic       | 7.000               |
| Royal Air Force        | 2.000               |
| Royal Navy             | 13.000              |
| Royal Marines          | 3.700               |
| Reial Flota Auxiliar   | 2.000               |
| Marina Mercant/Civilis | 2.000               |

## Disseny
Una medalla circular, de 36mm de diàmetre, feta en cuproníquel. A l'anvers figura la imatge coronada de la Reina mirant a la dreta, amb la inscripció ELIZABETH II DEI GRATIA REGINA FID. DEF. (ELIZABETH II DEI GRATIA REGINA FIDEI DEFENSOR; Elisabet II, per la gràcia de Déu, Reina i Defensora de la Fe).
Al revers apareix l'escut de les illes Malvines, amb la inscripció "DESIRE THE RIGHT" (en al·lusió al vaixell de l'explorador britànic John Davis, el "Desire"). A la vora hi ha una corona de llorer i la inscripció "SOUTH ATLANTIC MEDAL".
El galó té una franja central de color verd mar, amb una franja als costats en blanc i blau imperi. La roseta pot lluir-se sobre el galó.